# Akadémik Lomonóssov
L'Akadémik Lomonóssov (en rus: Академик Ломоносов) és un buc no autopropulsat rus que funciona com una central nuclear i produeix energia elèctrica. El vaixell porta el nom de l'il·lustre acadèmic rus Mikhaïl Lomonóssov.

## Història

### Construcció del buc
La quilla de l'Akadémik Lomonóssov es va col·locar el 15 d'abril de 2007. La construcció va començar a les drassanes de construcció naval Sevmash situades a Severodvinsk. El buc va costar 6.000 milions de rubles ($232 milions de dòlars nord-americans). A la cerimònia d'avarament van assistir el primer viceprimer ministre de Rússia, Sergei Ivanov, i el cap de la corporació estatal Rosatom, Sergei Kiriyenko. Originalment, se suposava que l'Akadémik Lomonóssov havia de subministrar energia a la ciutat de Severodvinsk. No obstant això, a l'agost de 2008, el govern rus va aprovar la transferència de les obres de construcció del buc, des de la ciutat de Sevmash fins a la drassana naval de Sant Petersburg al Bàltic. El primer reactor nuclear es va lliurar al maig i el segon reactor es va lliurar a l'agost de 2009. El buc Akadémik Lomonóssov es va llançar el 30 de juny de 2010.

### Desplegament de l'embarcació
L'Akadémik Lomonóssov es va desplegar a Pevek, en el Districte Autònom de Chukotka, a l'Extrem Orient rus. Es va esperar que el buc es lliurés el 2019, i es va planejar que es posés en funcionament quan es tanqui la propera planta d'energia nuclear de Bilibino. El 28 d'abril de 2018, va sortir de Sant Petersburg a remolc cap al port de Murmansk, on va rebre una càrrega de combustible nuclear per primera vegada. El 17 de maig de 2018, va arribar a Murmansk. L'estació d'energia Akadémik Lomonóssov va ser lliurada oficialment a l'empresa estatal Rosatom, encarregada de gestionar l'energia nuclear a Rússia, el 4 de juliol de 2019. L'operació de remolc va començar el 23 d'agost de 2019. El 9 de setembre de 2019, el vaixell va arribar a la seva ubicació permanent al districte autònom de Chukotka. La central nuclear elèctrica va començar a funcionar el 19 de desembre de 2019.

### Descripció i característiques de la nau
El buc Akadémik Lomonóssov té una eslora de 144 metres (472 peus) i una màniga de 30 metres (98 peus). Té un desplaçament de 21.500 tones i una tripulació de 69 persones. Per la generació d'energia, té dos reactors de propulsió naval KLT-40 modificats que ofereixen fins a 70 MW d'electricitat o bé 300 MW de calor. Els reactors van ser dissenyats per l'empresa OKBM Afrikantov i van ser ensemblats per l'Institut de Recerca i Desenvolupament de Nizhniy Novgorod. Els recipients del reactor nuclear van ser produïts per l'empresa Izhorskiye Zavody. Els turbogeneradors de la nau van ser subministrats per la planta de producció de turbines de Kaluga. El vaixell Akadémik Lomonóssov és la central nuclear més septentrional de la Terra.

### Crítiques dels ecologistes
L'Akadémik Lomonóssov ha estat objecte de crítiques generalitzades per part de grups ecologistes com Greenpeace i la Fundació Bellona. Greenpeace va criticar al projecte "perquè pot causar dany a un medi ambient natural fràgil que ja està sota una enorme pressió per l'escalfament global". La Fundació Bellona va escriure un informe complet molt crític amb la central nuclear flotant. En resposta, la corporació estatal russa Rosatom va afirmar que s'han pres precaucions per evitar un accident nuclear i que la central nuclear flotant compleix amb tots els requeriments de seguretat nuclear establerts per l'Agència Internacional de l'Energia Atòmica (OIEA).